# فيكينغور غوتا
فيكينغور غوتا هو نادي كرة قدم من جزر فارو. تم تأسيس النادي في عام 2008 بعد دمج غي أي غوتا ولايرفيك آي اف. يقع مقر الفريق في لايرفيك في حين يقع الاستاد في نورذراغوتا. ويقع كلاهما في جزيرة ايستوروي والمسافة هي 5 كيلومتر. عادة ما يشار إلى النادي فقط بفيكينغور.

## انجازات
- كأس جزر فارو (ثلاث مرات) :
  - 2009
  - 2012
  - 2013

## وصلات خارجية
- الموقع الرسمي